# Fritz Links
Friedrich „Fritz“ Links (* 24. September 1896 in Wien; † 9. April 1976 in Ost-Berlin) war ein aus Österreich stammender, später in der Deutschen Demokratischen Republik tätiger Schauspieler und Synchronsprecher.

## Leben
Links gab sein Schauspieldebüt an der Neuen Wiener Bühne. Danach war er auf verschiedenen deutschen Bühnen zu sehen, wirkte auch als Regisseur und kehrte 1932 zurück nach Österreich, wo er in Linz in Regie und Schauspiel arbeitete. Nach 1945 war er zunächst in Wien als Schauspieler tätig. Nach dem Ende des Neuen Theaters in der Scala Wien ging er Mitte der 1950er Jahre in die DDR  ans Deutsche Theater. Hier wirkte er bis zum Lebensende und heiratete die Schauspielkollegin Paula Ronay.
Links trat als Filmschauspieler vorwiegend in Produktionen aus der DDR auf, darunter in bekannten Filmen wie Wege übers Land, Tecumseh und Jakob der Lügner. Seine über 40 Werke umfassende Filmografie beinhaltet auch weitere Literaturadaptionen wie Herr Puntila und sein Knecht Matti, Die Weber, Neuland unterm Pflug und Woyzeck. Er war ferner als Synchronsprecher tätig, darunter in mehreren Märchenfilmen.

## Filmografie (Auswahl)
- 1955: Bel Ami
- 1958: Das Loch in der Mauer (Fernsehfilm)
- 1959: Hochzeit in Bostelwetz (Fernsehfilm)
- 1960: Nachtdienst (Fernsehfilm)
- 1960: Johnny Belinda (Fernsehfilm)
- 1960: Herr Puntila und sein Knecht Matti
- 1960: Das Stacheltier – Frau Klein wird disqualifiziert (Kurzfilm)
- 1961: Das Filmmagazin Nr. 1
- 1961: Gastspiel im Dschungel (Fernsehfilm)
- 1961: Das Stacheltier - Gibt es fliegende Untertassen? (Kurzfilm)
- 1962: Die letzte Chance
- 1962: Die Weber (Fernsehfilm)
- 1963: Der Zerrissene (Fernsehfilm)
- 1963: Der Talisman (Fernsehfilm)
- 1963: Marktplatz der Sensationen (Fernsehfilm)
- 1964: Zu viele Kreuze (Fernsehfilm)
- 1964: Mir nach, Canaillen!
- 1964: Rote Rosen für mich
- 1965: Der Bär (Fernsehfilm)
- 1965: Woyzeck
- 1966: Das Tal der sieben Monde
- 1967: Begegnungen – Der Weg nach Hause (Fernsehfilm)
- 1967: Begegnungen – Tatjana (Fernsehfilm)
- 1967: Neuland unterm Pflug (Fernsehfilmreihe)
- 1968: Die Sanften vom Don (Fernsehfilm)
- 1968: Der Mond scheint auf Kylenamoe (Fernsehfilm)
- 1968: Die Kleinbürger (Fernsehfilm)
- 1968: Wege übers Land – Erster Teil (Fernsehfilm)
- 1969: Rendezvous mit Unbekannt – M wie Mauer (Fernsehfilm)
- 1969: Die Millionärin (Fernsehfilm)
- 1970: Aus unserer Zeit – Episode 4: Der Computer sagt: nein (Episodenfilm)
- 1970: Der Streit um den Sergeanten Grischa (Fernsehfilm)
- 1971: Verwandte und Bekannte (Fernsehfilm)
- 1972: Er – Sie – Es (Fernsehfilm)
- 1972: Euch werd ich’s zeigen
- 1972: Leichensache Zernik
- 1972: Polizeiruf 110: Blutgruppe AB
- 1972: Tecumseh
- 1973: Copernicus
- 1973: Das zweite Leben des Friedrich Wilhelm Georg Platow
- 1973: Zement
- 1974: Für die Liebe noch zu mager?
- 1974: Bunnebake (Fernsehkurzfilm)
- 1974: Der Leutnant vom Schwanenkietz - 3. Teil
- 1974: Egmont
- 1974: Jakob der Lügner
- 1974: Heiße Spuren
- 1974: Polizeiruf 110: Die verschwundenen Lords
- 1976: Ohne Märchen wird keiner groß (Fernsehfilm)

## Synchronsprecher (Auswahl)
Quelle: Deutsche Synchronkartei
- 1956: Die zwölf Monate
- 1957: Der Fall des Dr. Laurent
- 1959: Die Abenteuer des Burattino
- 1960: Die verzauberte Marie[3]
- 1961: Die goldene Jurte[4]
- 1964: Abenteuer im Zauberwald[5]
- 1967: Aladins Wunderlampe
- 1968: Feuer, Wasser und Posaunen[6]
- 1973: Die Olsenbande läuft Amok